# Flipper en Lopaka
Flipper en Lopaka is een tekenfilmserie van het Australische productiebedrijf Yoram Gross Film Studio. De serie werd voor het eerst uitgezonden van 1999 tot 2005 door Seven Network (Australië).

## Verhaal
De serie speelt zich af op de Millhouse eilanden van Illoka, waar de eilandbewoners zonder het gebruik van moderne technologieën overleven. Hun hutten zijn gebouwd van bamboe en varenachtige planten, hun dieet bestaat uit verschillende vruchten die ze vinden op het eiland. Onder de oceaan die het eiland omringt, ligt het verloren eiland Quetso, de thuisbasis van veel zeedieren. Aan het begin van de serie wordt Quetso geleid door de ouders van Flipper.

## Karakters

### Lopaka
Lopaka is een twaalfjarige jongen die onderwater kan ademen en hij is bevriend met de dolfijn Flipper. Lopaka is een zeer trouwe vriend voor zowel de zee- als de eilandbewoners. Sinds Flipper hem gered heeft van de verdrinkingsdood, zijn de twee onafscheidelijke vrienden.

### Flipper
Flipper is een levendige, loyale en vriendelijke dolfijn. Zijn ouders heersen over de stad Quetso. Flipper lost altijd de problemen in Quetso op, die veroorzaakt worden door Dexter. Hiervoor kan hij altijd rekenen op zijn vriend Lopaka. Flipper heeft een witte buik en een lichtblauwe rug.

### Dexter
Dexter is de reuzenoctopus, die graag de macht wil krijgen over Quetso. Hij is bedrieglijk en manipulatief. Meerdere malen redden Flipper en Lopaka hem van een wisse dood. Toch maakt hij altijd opnieuw plannen tegen Flipper. Dexter leeft in een grot aan de rand van Quetso onder Illoka. Hoewel hij zichzelf altijd voor zijn briljante ideeën prijst, is Dexter niet echt de slimste.